# Positionsquatting

Le positionsquatting est un terme faisant référence à la pratique qui consiste à réaliser un positionnement en achetant des mots-clés correspondant à des marques déposées pour gagner en visibilité dans les moteurs de recherche.

## En France
En décembre 2001, une étude montre que, pour 60 % des entreprises cotées au CAC 40, une recherche effectuée sur plusieurs grands moteurs de recherche aboutit à des sites étrangers n´ayant aucun rapport avec les entreprises ou les marques recherchées.
Selon une étude de CVFM, citée par 01Net « il était jusqu'ici fréquent qu'une recherche sur une entreprise mène sur un site non officiel. Mais c'était essentiellement lié à la nature des algorithmes de classement. Aujourd'hui, de nombreux sites ont payé pour cela. Il y a clairement l'intention de détourner du trafic ». D´après cette étude, le moteur de recherche serait payé par le site parasite pour augmenter son positionnement et ainsi améliorer sa visibilité.

## Sources et références
1. ↑  Étude de Raphaël Richard disponible sur le site http://www.agiligence.com/
2. ↑  Notamment http://www.aol.com, http://www.lycos.com et http://www.yahoo.com
3. ↑  http://www.cvfm.fr/
4. ↑  http://www.01net.com/article/173240.html?rub=